# Струковские Верхи
Струковские Верхи, Трофимовка — упразднённая в 1978 году деревня в Знаменском районе Тамбовской области. Входил в состав Покрово-Марфинского сельсовета.

## География
Находился к северу от деревни Ильинка, у пруда, вблизи административной границы с Богословским сельсоветом.
Возле деревни находились селения Путевка, Марьино-Ольшанка, не существующие в XXI веке.

## Топоним
Струковские Верхи имели второе название Трофимовка
В ревизских сказках, хранящихся в фонде № 12 Тамбовской казённой палаты (опись № 1) упоминаются не только Верхи Струковские, село/деревня/сельцо Тамбовского уезда, но в том же уезде деревни Верхи Липецкие (Дмитриевка), Верхи Смородинные, Верхи Срединские, Верхи Сявенские (Алексеевка), Верхи Сявенские (Ивановский Поселок), Верхи Сявинские (Алексеевка), Верхи Сявинские (Ивановский поселок).
Деревня Струковщина обозначена на топографическом межевом атласе Тамбовской губернии, составленным в 1860 году чинами Межевого Корпуса под руководством генерал-лейтенанта Менде и изданным в 1862 году в Москве. Также деревня Струковщина обозначена на специальной карте Европейской России, созданной под руководством Ивана Афанасьевича Стрельбицкого Военно-Топографическим Отделом Главного Штаба с ноября 1865 года по ноябрь 1871 года, на карте Тамбовского уезда 1899 года, составленной землемером Коваленко.
На предвоенной карте СССР обозначена как Коретовка

## История
Список населенных мест Тамбовской губернии по сведениям 1862 года описывает владельческую деревню Струковские Верхи (Трофимовка) Тамбовского уезда 4-го стана, по левую сторону Воронежского транспортного тракта на г. Усмань, при рч. Липовице.
На картах XIX века обозначена как Струковщина.
Упомянута деревня в епархиальных сведениях 1911 года по церковному приходу села Ольховка.
Решением исполкома областного Совета от 22 марта 1978 года (или № 132 или № 114) «Решение облисполкома о внесении изменений в учётные данные населенных пунктов», на основании ходатайства исполнительного комитета Знаменского районного Совета народных депутатов, деревня была исключена из перечня населенных пунктов области, как фактически прекратившее свое существование из-за отсутствия жителей.

## Население
На 1862 год	в 6 дворах 70 человек: 36 мужчин, 34 женщины.
Согласно епархиальным сведениях 1911 года в 10 дворах проживало 100 человек, из них мужчин и женщин по — 50.
В 1932 году — 111 жителей.
К 1978 году жителей уже не было.

## Инфраструктура
Личное подсобное хозяйство.

## Транспорт
Просёлочные дороги к селениям Садчиково, Марьино-Ольшанка, совхозу Виктория.